# 부북면
부북면(府北面)은 대한민국 경상남도 밀양시의 면이다.

## 개요
부북면은 밀양시의 서북부에 위치하고 있으며, 밀양의 주산인 화악산이 면의 북쪽에 위치하여, 경상북도 청도군과 경계를 하고 그 능선을 따라 남동쪽으로는 상동면과 북서쪽으로는 청도면이 있으며, 남쪽으로는 종남산 봉우리를 경계로 하여 상남면과 남서쪽으로는 초동면과 접하고, 남동쪽으로는 내이동과 교동이 인접하여 면의 가운데로 감내천이 흘러 밀양강과 만나 강을 경계로 삼문동과 인접하고 있다. 부북면은 1개도, 5개면, 3개동에 둘러 쌓여 남북으로 길다란 지형으로 국도 제24호선이 동서로 관통하고 있다. 시설 농업으로는 포도, 딸기, 풋고추, 깻잎이 재배되고 있으며, 용지리에 한국화이바 그룹과 사포공단, 사포산업단지, 제대농공단지, 춘화농공단지 조성 등 공업과 농업이 조화를 이루고 있다.

## 연혁
- 1895년 조선 고종 32년 : 대구부 밀양군 부북면
- 1896년 고종 33년 : 경상남도 밀양군 부북면
- 1995년 1월 1일 법률 제4774호로 밀양시 부북면으로 변경

## 행정 구역
- 운전리
- 전사포리
- 후사포리
- 제대리
- 감천리
- 오례리
- 덕곡리
- 청운리
- 가산리
- 대항리
- 퇴로리
- 월산리
- 위양리
- 무연리
- 춘화리
- 용지리

## 교육
- 부북초등학교
- 사포초등학교

## 문화
- 밀양연극촌
- 예림서원
- 퇴로리이씨고가
- 청운리안씨고가
- 양양지
- 퇴로 전통체험마을
- 박차정 의사 묘소

## 교통
밀양역에서 부북노선이 06:00부터 45분 간격으로 1일 18회 정도 운행한다. 또한 주요 도로는 지방도 제1080호선의 일부인 점필재로가 있다.